# MSC Seaside
MSC Seaside è una nave da crociera della compagnia di navigazione svizzera MSC Crociere, capoclasse di una serie di due unità più una terza in opzione.
Dalla sua entrata in servizio è la nave di maggiore stazza mai costruita in Italia e in un bacino del Mediterraneo, insieme alle sue gemelle MSC Seaview, MSC Seashore, MSC Seascape.

## Storia
Il taglio della prima lamiera è avvenuto il 22 giugno 2015 nello stabilimento di Panzano, a Monfalcone, dando il via alla costruzione della nave, mentre il 21 aprile 2016 ha avuto luogo la tradizionale cerimonia della moneta saldata nel primo blocco impostato nel bacino di carenaggio del cantiere navale. È stata varata il 26 novembre 2016 con una cerimonia ufficiale per l'uscita e l'abbandono dello scalo di costruzione (detto «float-out») e il suo ormeggio in banchina.
Il 29 novembre 2017, in occasione della cerimonia di consegna all'armatore e l'uscita dal cantiere, è stata visitata dal presidente della Repubblica Italiana Sergio Mattarella.
La cerimonia inaugurale per l’entrata in servizio si è tenuta il 22 dicembre 2017 a Miami, suo principale porto d’imbarco per crociere nei Caraibi.

## Fatti rilevanti
Dall'11 al 18 luglio 2022 la nave è rimasta ferma al porto di Palermo per un guasto a uno dei motori della nave riparato poi nel porto della stessa città da Fincantieri.

## Nave gemella
- MSC Seaview
- MSC Seashore
- MSC Seascape